# Пионерское (Феодосия)
Пионе́рское (до 1948 года Герценбе́рг; укр. Піонерське, крымскотат. Gertsenberg, Герценберг) — село на юго-востоке Крыма. Входит в городской округ Феодосия Республики Крым (согласно административно-территориальному делению Украины — Феодосийский горсовет Автономной Республики Крым, в составе Насыпновского сельсовета).

## Население
| 2001 | 2014 |
| ---- | ---- |
| 48   | ↗78  |

### Динамика численности
| - 1825 год — 45 чел. - 1833 год — 39 чел. - 1857 год — 39 чел. - 1889 год — 51 чел. - 1892 год — 45 чел. - 1902 год — 62 чел. | - 1915 год — 41 чел. - 1918 год — 40 чел. - 1989 год — 34 чел. - 2001 год — 48 чел. - 2009 год — 54 чел. - 2014 год — 78 чел. |

Всеукраинская перепись 2001 года показала следующее распределение по носителям языка
| Язык             | Процент |
| ---------------- | ------- |
| русский          | 77,08   |
| крымскотатарский | 18,75   |
| украинский       | 4,17    |

## Современное состояние
На 2017 год в Пионерском числится 1 улица — Зелёная; на 2009 год, по данным сельсовета, село занимало площадь 184 гектара на которой, в 25 дворах, проживало 54 человека.

## География
Расположено примерно в 5 километрах (по шоссе) на юго-запад от центра Феодосии (там же ближайшая железнодорожная станция) — фактически, городская окраина. Лежит на склонах хребта Тепе-Оба — крайнего северо-восточного отрога Главной гряды Крымских гор, высота центра села над уровнем моря 182 м.

## История
Согласно энциклопедическому словарю «Немцы России», немецкое лютеранско-католическая колония Герценберг, или Кизильник, была основана в 1804 году и к 1825 году её населяло 45 человек. Шарль Монтандон в своём «Путеводителе путешественника по Крыму, украшенный картами, планами, видами и виньетами…» 1833 года так описал селение 
маленькая колония, состоящая из 5 домов и 39 жителей, ухаживающих за огородами и небольшим виноградником в 4 580 лоз.
 На карте 1836 года в деревне Немецкий Деллицерберг 6 дворов, а на карте 1842 года «Деллинеберг немецкий» обозначен условным знаком «малая деревня», то есть, менее 5 дворов. По словарю «Немцы России», в 1857 году колонисты, в количестве 39 человек, имея 1 домохозяйство и 9 безземельных семей, владели 100 десятинами земли, занимаясь виноградарством и виноделием, садоводством, овощеводством и маслоделием.
В 1860-х годах, после земской реформы Александра II, деревню приписали к Владиславской волости. На трёхверстовой карте 1865—1876 года в немецкой колонии «Деллицерберг» обозначено 6 дворов. По «Памятной книге Таврической губернии 1889 года», по результатам Х ревизии 1887 года, в деревне Герценберг числилось 7 дворов и 51 житель.
После земской реформы 1890-х годов деревню приписали к Салынской волости. По «…Памятной книжке Таврической губернии на 1892 год» в Герценберге, входившем в Изюмовское сельское общество, числилось 45 жителей в 6 домохозяйствах, а на верстовке Крыма 1893 года в деревне 10 дворов с немецким населением. По «…Памятной книжке Таврической губернии на 1902 год» в деревне Герценберг, входившей в Изюмовское сельское общество, числилось 62 жителя в 8 домохозяйствах. На 1914 год в селении действовало земское училище. По Статистическому справочнику Таврической губернии. Ч.II-я. Статистический очерк, выпуск пятый Феодосийский уезд, 1915 год, в деревне Герценберг Салынской волости Феодосийского уезда числилось 10 дворов (9 дворов с землёй, 1 — безземельные) с немецким населением в количестве 41 человека приписных жителей, из которых 22 мужчины и 19 женщин. Жители владели 70 десятинами удобной земли. В хозяйствах имелось 20 лошадей, 7 коров и 5 голов овец, свиней, или коз
.
В Списке населённых пунктов Крымской АССР по Всесоюзной переписи 17 декабря 1926 года Герценберг не записан, хотя территориально находился, после ликвидации волостной системы 8 января 1921 года, в составе Владиславовского района, а, по его упразднению, согласно декрету ВЦИК от 04 сентября 1924 года «Об упразднении некоторых районов Автономной Крымской С. С. Р.», в Феодосийском районе (обозначен на карте 1922 года). Постановлением ВЦИК «О реорганизации сети районов Крымской АССР» от 30 октября 1930 года (по другим сведениям 15 сентября 1931 года) Феодосийский район был упразднён и село включили в состав Старо-Крымского, а с образованием в 1935 году Кировского — в состав нового района. Вскоре после начала Великой Отечественной войны, 18 августа 1941 года крымские немцы были выселены, сначала в Ставропольский край, а затем в Сибирь и северный Казахстан.
После освобождения Крыма от фашистов, 12 августа 1944 года было принято постановление № ГОКО-6372с «О переселении колхозников в районы Крыма» и в сентябре того же года в район приехали первые переселенцы, 428 семей, из Тамбовской области, а в начале 1950-х годов последовала вторая волна переселенцев. С 1954 года местами наиболее массового набора населения стали различные области Украины. С 25 июня 1946 года Герценберг в составе Крымской области РСФСР. Указом Президиума Верховного Совета РСФСР от 18 мая 1948 года, колонию Герценберг переименовали в Пионерское. 26 апреля 1954 года Крымская область была передана из состава РСФСР в состав УССР. Время включения в состав Феодосийского горсовета пока не установлено: на 15 июня 1960 года село уже в составе Насыпновского сельсовета. Указом Президиума Верховного Совета УССР «Об укрупнении сельских районов Крымской области», от 30 декабря 1962 года Феодосийский горсовет был упразднён и село присоединили к Алуштинскому району. 1 января 1965 года, указом Президиума ВС УССР «О внесении изменений в административное районирование УССР — по Крымской области», вновь включили в состав Феодосийского горсовета. По данным переписи 1989 года в селе проживало 34 человека. С 12 февраля 1991 года село в восстановленной Крымской АССР, 26 февраля 1992 года переименованной в Автономную Республику Крым. С 21 марта 2014 года в составе Крыма аннексировано Россией, с 5 июня 2014 года — в Городском округе Феодосия.
12 мая 2016 года парламент Украины, не признающий российскую аннексию, принял постановление о переименовании села в Герценберг (укр. Герценберг), в соответствии с законами о декоммунизации, однако данное решение не вступает в силу до «возвращения Крыма под общую юрисдикцию Украины».